# Copa Sudamericana 2004
III Copa Sudamericana 2004

## 1/8 finału
Kluby podzielone zostały na 6 sekcji. Z sekcji 1 (argentyńskiej) oraz sekcji 2 (brazylijskiej) do ćwierćfinału awansowały po dwa zespoły, podczas gdy z pozostałych czterech sekcji – po jednym zespole.

### Sekcja 1 (Argentyna)
Pierwsza faza:

 Quilmes AC –  CA San Lorenzo de Almagro 0:2 i 0:0 (mecze 18.08 i 01.09)
1. 0:1 Adrián González 14, 0:2 Pablo Michelini 48
2. 0:0

 Arsenal Sarandí –  CA Banfield 1:1 i 4:3 (mecze 10.08 i 02.09)
1. 1:0 Rodolfo Quinteros 7, 1:1 Rodrigo Palacio 64
2. 1:0 José Luis Calderón 12, 2:0 Carlos Casteglione 23, 2:1 Carlos Casteglione 25s, 2:2 Rodrigo Palacio 32, 3:2 José Luis Calderón 43k, 4:2 Carlos Casteglione 52, 4:3 Esteban Buján 67

Druga faza:

 Arsenal Sarandí –  CA River Plate 2:1 i 0:0 (mecze 07.09 i 30.09)
1. 0:1 Maximiliano López 42, 1:1 Carlos Casteglione 85, 2:1 Jorge Núñez 90+1
2. 0:0

 CA San Lorenzo de Almagro –  CA Boca Juniors 1:0 i 1:2, karne 1:4 (mecze 16.09 i 29.09, drugi mecz w Salta)
1. 1:0 Adrián González 89
2. 1:0 Ariel Pereyra 3, 1:1 Martín Palermo 30, 1:2 Carlos Tevez 80

### Sekcja 2 (Brazylia)
Pierwsza faza (25.08 i 04.09):

 Paraná Clube –  Santos FC 2:1 i 0:3
1. 1:0 Fernando 31, 1:1 Marcinho 39, 2:1 Maranhão 58
2. 0:1 Elano 42, 0:2 Basílio 59, 0:3 William 67

 Figueirense FC –  SC Internacional 0:0 i 1:1, karne 2:4 (drugi mecz 05.09)
1. 0:0
2. 0:1 Danilo 54, 1:1 Cléber 90

 Goiás EC –  Clube Atlético Mineiro 4:2 i 1:1
1. 0:1 Márcio Santos 49, 1:1 Alex Dias 51, 2:1 Jorge Mutt 55, 3:1 Jorge Mutt 58, 4:1 Paulo Baier 67, 4:2 Zé Luiz 88
2. 0:1 Marcio Santos 77k, 1:1 Paulo Baier 90+3

 Coritiba FBC –  AD São Caetano 1:2 i 2:2 (pierwszy mecz 26.08)
1. 1:0 Tuta 47, 1:1 Anderson Lima 50, 1:2 Fabricio Carvalho 78
2. 1:0 Tuta 41, 1:1 Fabrício Carvallo 43, 1:2 Danilo 78, 2:2 Victor Aristizabal 81

Druga faza (15.08 i 22.08):

 Santos FC –  CR Flamengo 0:0 i 2:2, karne 5:4 (drugi mecz w Volta Redonda)
1. 0:0
2. 1:0 Basílio 36, 1:1 Ibson 39, 1:2 Ibson 41, 2:2 Deivid 90+1s

 SC Internacional –  Grêmio Porto Alegre 2:0 i 1:2
1. 1:0 Fernandão 32, 2:0 Chiquinho 86
2. 1:0 Chiquinho 27, 1:1 Cláudio Pitbull 58, 1:2 Roberto Santos 76

 Goiás EC –  Cruzeiro EC 2:2 i 2:3 (pierwszy mecz 16.08)
1. 1:0 Gustavo 24, 1:1 Sandro 44, 1:2 Fred 61, 2:2 Rodrigo Tabata 88
2. 1:0 Alex Dias 1, 1:1 Jussiê 6, 1:2 Juan Pablo Sorin 11, 2:2 Rodrigo Tabata 81, 2:3 Fred 86

 AD São Caetano –  São Paulo FC 1:1 i 1:1, karne 1:4
1. 1:0 Gustavo 35, 1:1 Grafite 72
2. 0:1 Cicinho 20, 1:1 Serginho 22

Trzecia faza (10.10 i 20.10):

 Santos FC –  São Paulo FC 1:0 i 1:1
1. 1:0 Elano 76
2. 0:1 Rodrigo 49, 1:1 Preto Casagrande 82

 SC Internacional –  Cruzeiro EC 3:1 i 1:0
1. 1:0 Fernandão 19, 1:1 Leandro 36, 2:1 Wilson 49, 3:1 Chiquinho 82
2. 1:0 Rafael Sóbis 73

### Sekcja 3 (Club Cienciano,Ekwador,Wenezuela)
Pierwsza faza:

 ItalChacao –  Carabobo FC 0:0 i 0:2 (mecze 12.08 i 17.08)
1. 0:0
2. 0:1 Jonathan Laurens 26, 0:2 Jorge Giraldo 81

Druga faza:

 Carabobo FC –  Club Cienciano 1:2 i 1:6 (mecze 24.08 i 31.08)
1. 0:1 Giuliano Portilla 34, 1:1 Daniel Delfino 44, 1:2 Carlos Lobatón 86
2. 0:1 Rodrigo Saraz 28, 0:2 Sergio Ibarra 53k, 0:3 Germán Carty 57, 0:4 Rodrigo Saraz 59, 0:5 Carlos Lobatón 63, 1:5 Daniel Delfino 70, 1:6 Sergio Ibarra 83

 LDU Quito –  SD Aucas 1:0 i 1:1 (mecze 11.08 i 14.09)
1. 1:0 Carlos Espínola 19
2. 1:0 Patricio Urrutia 37, 1:1 Renán Calle 81

Trzecia faza (28.09 i 05.10):

 LDU Quito –  Club Cienciano 4:0 i 2:2
1. 1:0 Carlos Castillo 13, 2:0 Alex Aguinaga 14, 3:0 Alex Aguinaga 22, 4:0 Paúl Ambrossi 32
2. 0:1 Miguel Mostto 24, 0:2 Germán Carty 28, 1:2 Alex Aguinaga 35, 2:2 Paúl Ambrossi 83

### Sekcja 4 (Boliwia,Chile)
Pierwsza faza:

 Club Aurora –  Club Bolívar 1:2 i 1:3 (mecze 12.08 i 19.08)
1. 0:1 Marco Sandy 53, 1:1 Juliano Morel 72, 1:2 Ruben Tufiño 82
2. 1:0 Gustavo Romanello 59, 1:1 Roger Suárez 60, 1:2 Limberg Gutiérrez 88k, 1:3 Roger Suárez 90

 CD Universidad de Concepción –  Santiago Wanderers 2:1 i 1:0 (mecze 31.08 i 08.09)
1. 1:0 Ricardo Viveros 55, 1:1 Ivan Alvarez 78, 2:1 Hugo Droguett 83
2. 1:0 Luis Pedro Figueroa 86

Druga faza (28.09 i 19.10):

 CD Universidad de Concepción –  Club Bolívar 0:0 i 2:4
1. 0:0
2. 1:0 Cristián Gómez 12, 1:1 Ronald García 16, 1:2 Horacio Chiorazzo 27, 1:3 Limberg Gutiérrez 30, 1:4 Roger Suarez 39, 2:4 Nicolás Peric 71

### Sekcja 5 (Kolumbia,Peru)
Pierwsza faza:

 Coronel Bolognesi –  Alianza Atlético 1:0 i 1:4 (mecze 17.08 i 14.09, drugi mecz w Piura)
1. 1:0 Johan Fano 59
2. 0:1 Álex Becerra 22, 1:1 Luis Hernández 33, 1:2 Emerson Panigutti 62, 1:3 Emerson Panigutti 68, 1:4 Pedro Ascoy 91

 Millonarios FC –  Atlético Junior 1:0 i 0:2 (mecze 19.08 i 09.09)
1. 1:0 Ricardo Pérez 39
2. 0:1 Hayder Palacio 18k, 0:2 José Amaya 38

Druga faza (30.09 i 19.10):

 Alianza Atlético –  Atlético Junior 0:2 i 1:4 (pierwszy mecz w Piura)
1. 0:1 Juan Carlos Quintero 29, 0:2 Leiner Rolong 59
2. 0:1 Orlando Ballesteros 14, 0:2 Leonardo Rojano 18, 0:3 Hayder Palacio 51k, 1:3 Emerson Panigutti 63k, 1:4 Omar Pérez 70

### Sekcja 6 (Paragwaj,Urugwaj)
Pierwsza faza:

 Cerro Porteño –  Club Libertad 1:1 i 2:0 (mecze 11.08 i 24.08)
1. 0:1 Héctor Benítez 16, 1:1 Jorge Achucarro 88
2. 1:0 César Ramírez 10, 2:0 Erwin Avalos 44

 Danubio FC –  CA Peñarol 1:2 i 1:1 (mecze 09.08 i 21.09)
1. 0:1 Carlos Bueno 1, 0:2 Carlos Bueno 12, 1:2 Ignacio Risso 71
2. 0:1 Carlos Bueno 7, 1:1 Jadson Viera 9

Druga faza (07.10 i 21.10):

 CA Peñarol –  Cerro Porteño 1:3 i 2:1
1. 0:1 Julio Dos Santos 27, 0:2 César Ramírez 30k, 0:3 Néstor Isasi 66, 1:3 Jorge Serna 80
2. 1:0 Cristian Rodríguez 60, 2:0 Carlos Diogo 75, 2:1 César Ramírez 76

## 1/4 finału (03.11i10.11)
CA Boca Juniors –  Cerro Porteño 1:1 i 0:0, karne 8:7 (pierwszy mecz 27.10 w Salta)
1. 0:1 Pedro Benítez 20, 1:1 Alfredo Cascini 49
2. 0:0

 Arsenal Sarandí –  Club Bolívar 1:0 i 0:3 (mecze 28.10 i 04.11)
1. 1:0 Carlos Castiglione 3
2. 0:1 Julio César Ferreira 36, 0:2 Horacio Chiorrazzo 42, 0:3 Rubén Tufiño 54

 LDU Quito –  Santos FC 3:2 i 2:1
1. 1:0 Elkin Murillo 14, 1:1 William 20, 2:1 Paulo Ambrossi 37, 2:2 Basilio 52, 3:2 Franklin Salas 84
2. 1:0 Alex Aguinaga 6, 1:1 Elano 84, 2:1 Elkin Murillo 88

 SC Internacional –  Atlético Junior 1:0 i 1:1
1. 1:0 Fernandão 1
2. 1:0 Edinho 13, 1:1 Martín Arzuaga 87

## 1/2 finału
CA Boca Juniors –  SC Internacional 4:2 i 0:0 (mecze 24.11 i 01.12)
1. 0:1 Rafael Sobis 46, 1:1 Christian Traverso 54, 2:1 Clemer 60s, 3:1 Martín Palermo 67, 4:1 Nery Cardozo 69, 4:2 Diego 83
2. 0:0

 LDU Quito –  Club Bolívar 1:1 i 1:2 (mecze 25.11 i 02.12)
1. 1:0 Elkin Murillo 63, 1:1 Horacio Chiorazzo 69
2. 0:1 Horacio Chiorazzo 11, 0:2 Ronald García 48, 1:2 Giovanny Espinoza 51

## FINAŁ
Club Bolívar –  CA Boca Juniors 1:0 i 0:2
8 grudnia 2004 Estadio Hernando Siles La Paz (42798)

 Club Bolívar –  CA Boca Juniors 1:0(0:0)

Sędzia: Carlos Simon (Brazylia)

Bramki: 1:0 Horacio Chiorazzo 75

Żółte kartki: Ferreira / Abbondanzieri, Vargas, Calvo

Club Bolívar: Mauro Machado – Oscar Sánchez, Julio César Ferreira, Marco Sandy, Daner Pachi, Rubén Tufiño, Ronald García (74 Pedro Guiberguis), Gonzalo Galindo (66 Percy Colque), Limberg Gutiérrez, Roger Suárez, Horacio Chiorazzo. Trener: Vladimir Soria

Club Atlético Boca Juniors: Roberto Abbondanzieri – José María Calvo, Rolando Schiavi, Cristian Traverso, Anibal Matellán, Diego Cagna, Raúl Cascini, Fabián Vargas (66 Neri Cardozo), Andrés Guglielminpietro (82 Matías Donnet), Guillermo Barros Schelotto (88 Ariel Carreño), Carlos Tevez; Trener: Jorge Benítez.
17 grudnia 2004 Estadio La Bombonera Buenos Aires (55000)

 CA Boca Juniors –  Club Bolívar 2:0(2:0)

Sędzia: Carlos Chandía (Chile)

Bramki: 1:0 Martín Palermo 14, 2:0 Carlos Tevez 28

Żółte kartki: Traverso / Ferreira, Sandy

Club Atlético Boca Juniors: Roberto Abbondanzieri – José María Calvo, Rolando Schiavi, Cristián Traverso, Aníbal Matellán, Diego Cagna (67 Pablo Ledesma), Alfredo Cascini, Andrés Guglielminpietro (82 Nery Cardozo), Guillermo Barros Schelotto, Martín Palermo, Carlos Tevez (75 Fabián Vargas). Trener: Jorge Benítez

Club Bolívar: Mauro Machado – Julio César Ferreira, Oscar Sánchez, Marco Sandy, Percy Colque (46 Roger Suárez), Rubén Tufiño, Gonzalo Galindo, Limbert Pizarro, Ronald García, Limberg Gutiérrez, Horacio Chiorazzo. Trener: Vladimir Soria.

## Klasyfikacja strzelców bramek
| Gole | Piłkarz            | Klub            |
| ---- | ------------------ | --------------- |
| 5    | Horacio Chiorazzo  | Club Bolívar    |
| 4    | Carlos Casteglione | Arsenal Sarandí |
| 4    | Alex Aguinaga      | LDU Quito       |